# Russula violeipes
Russula violeipes Quél., Assoc. Fr. Avancem. Sci. 26(2): 450 (1898).
La Russula violeipes è un fungo commestibile della famiglia delle Russulaceae, anche se di scarso pregio.

Tuttavia gli esemplari giovani sono di qualità superiore dal punto di vista organolettico e, anche in considerazione della compattezza della carne, ben si prestano ad essere consumati nel misto.

## Descrizione della specie
Cappello
5-10 cm di diametro, subgloboso, poi convesso, infine appianato-depresso.
cuticoladifficilmente separabile (solo per 1/3), liscia, brillante, vellutata al margine, di colorazione molto variabile che va da giallo_verde fino al viola.
marginesottile, regolare, non solcato.
Lamelle
Fitte, subdecorrenti, talvolta forcate, lardacee in gioventù poi più friabili, di colore che va dal bianco al crema.
Gambo
Sodo, lungo, cilindrico, attenuato alla base, liscio, asciutto, bianco, a maturità sfumato di viola.
Carne
Bianca, dura, compatta.
- Odore:  prima subnullo, poi di pesce o di gamberetti.
- Sapore: dolce.

Spore
7-9 x 6-8 µm, subglobose, crestato-reticolate, con verruche rade, di colore crema in massa.

## Habitat
Non molto comune, preferisce i boschi di latifoglie, ma lo si trova anche sotto conifere.

## Commestibilità
Mediocre, di poco pregio.

Discreta negli esemplari più giovani che presentano una carne più compatta ed un odore di pesce poco marcato.

## Etimologia
Dal latino viola =  viola e pes = piede, cioè dal piede viola.